# Ermengarda de Turim
Ermengarda de Turim, também conhecida como Ermengarda de Susa ou Imila (m. 19 de janeiro de 1078) foi duquesa consorte da Suábia pelo seu primeiro casamento com Otão III de Schweinfurt e marquesa consorte de Meissen pelo segundo casamento com Ecberto I de Meissen.

## Biografia
Ermengarda foi a segunda filha e terceira criança nascida de Olderico Manfredo II de Turim e de Berta de Milão (ou Este). Seus avós paternos eram Manfredo I de Turim e Prangarda de Canossa, filha de Adalberto Ato de Canossa, conde de Canossa. Seus avós maternos eram o marquês Oberto II de Milão, e Railend.
Ermengarda teve três irmãos: Adelaide de Susa, marquesa de Turim, que foi casada três vezes; irmão de nome desconhecido, conde de Mombardone, e Berta de Turim, esposa de Odone de Savona, marquês da Ligúria ocidental.
Em 1036, ela casou-se com Otão, futuro duque da Suábia, filho de Henrique de Schweinfurt, marquês de Nordgau e de Gerberga de Heneberga (ou Gleiberg). Eles tiveram seis filhas.
Seu marido morreu em 28 de setembro de 1057, depois de mais vinte anos de casamento.
Logo depois, em 1058, Ermengarda casou-se com o futuro marquês Ecberto I, filho do marquês Liudolfo da Frísia e de Gertrudes de Egisheim. Com ele teve dois filhos.
Em 1067, Ecberto tentou repudiar Ermengarda, com a intenção de casar-se com Adelaide, filha do marquês Otão I de Meissen. Porém, a separação nunca ocorreu, pois ele morreu em 11 de janeiro de 1068.
Após ficar viúva novamente, Ermengarda passou algum tempo na corte imperial com a sua sobrinha, a imperatriz Berta de Saboia, esposa de Henrique IV do Sacro Império Romano-Germânico. Durante essa época, a marquesa pode ter sido a regente em nome de seu filho, Ecberto II.
Ela voltou a Piemonte, em 1074. Se tornou uma freira antes de morrer, em 19 de janeiro de 1078.

## Descendência
De seu primeiro casamento:
- Judite de Schweinfurt (m. 1 de março de 1104), foi primeiro casada com o duque Conrado I da Baviera, e depois com Boto, conde de Pottenstein. Teve descendência;
- Beatriz de Schweinfurt (m. 17 de junho de 1102), esposa de Henrique, conde de Hildrizhausen. Teve descendência;
- Gisela de Schweinfurt (m. antes de 1096), foi casada primeiro com Arnoldo, conde de Diessen, e depois com Vichmann, conde de Seeburg. Teve descendência;
- Berta ou Alberada de Schweinfurt (m. 11 de janeiro de 1103), seu primeiro marido foi Hermano II, conde de Kastl, e seu segundo marido foi o seu cunhado, Frederico, conde de Kastl. Teve descendência;
- Eilica de Schweinfurt, abadessa de Niedermünster, em Ratisbona;
- Sofia de Schweinfurt, esposa de Bertoldo II, conde de Andechs.

De seu segundo casamento:
- Ecberto II de Meissen (m. 3 de julho de 1090), sucessor do pai. Foi marido de Oda de Weimar. Sem descendência;
- Gertrudes de Brunsvique (1065 - 9 de dezembro de 1117), foi casada três vezes. Primeiro foi esposa de Teodorico II, conde de Katlenburg, com quem teve um filho. Depois casou-se com Henrique da Frísia, com quem teve três filhos, incluindo a imperatriz Ricarda de Northeim, e por último foi esposa do marquês Henrique de Meissen, e teve mais um filho.